# وست کینگزداون
وست کینگزداون (به انگلیسی: West Kingsdown) یک روستا و محله مدنی در بریتانیا است که در Sevenoaks واقع شده‌است. وست کینگزداون ۶٬۰۶۲ نفر جمعیت دارد.